# Thỏ Thụy Điển

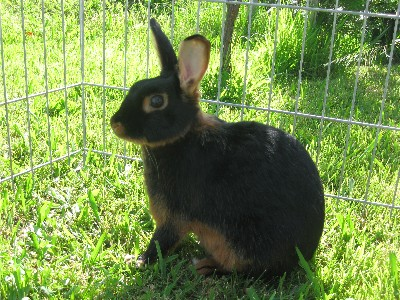
Một con thỏ Thụy Điển

Thỏ Thụy Điển hay còn gọi là thỏ Elfin là một giống thỏ có nguồn gốc từ Thụy Điển. Chúng đồng thời được giới thiệu ở Thụy Điển và Hoa Kỳ, đặc biệt đối với hoạt động nổi bật tại các sự kiện thể thao cho thỏ. Thỏ này là giống hay chạy nhảy và nhanh nhẹn đã trở nên phổ biến như là một vật nuôi trong các giải thi đấu. Ở châu Âu và Hoa Kỳ, các nhà lai tạo bắt đầu tổ chức và tiêu chuẩn về giống thỏ này vào năm 2008. Trong tháng 10 năm 2011, những con thỏ Elfin tại Hoa Kỳ chính thức trở thành thỏ Thụy Điển.

## Lịch sử
Ở Thụy Điển, các giống thỏ có nguồn gốc từ Landrace gọi là thỏ Gotland, mặc dù hiếm gặp, chúng được hâm mộ vì tính khí tốt. Những con thỏ Gotland cũng đi kèm trong tất cả các màu sắc. Với những phẩm chất này trong tâm trí để phát triển thỏ Thụy Điển để tạo ra thỏ Ba Lan châu Âu (như thỏ bướm Petit -Britannia Petite ở Mỹ), các con thỏ Bỉ và các giống thỏ khác đã nhảy rất tốt và dễ dàng để xử lý các thao tác.
Tại Hoa Kỳ một số giống đã được sử dụng trong việc phát triển giống thỏ Elfin. Tất cả các giống đã được xem xét. Giống thỏ Rhinelander được tạo ra để giống thỏ Ba Lan nhỏ để giảm kích thước. Thỏ Bỉ, thỏ lông nâu, thỏ Harlequin, Thỏ Satin lùn, và Britannia Petites là giống cụ kị khác. Bây giờ các con thỏ Elfin đã được bao gồm trong tổng số thỏ Thụy Điển, có thể trao đổi quốc tế đàn giống.

## Đặc điểm chung

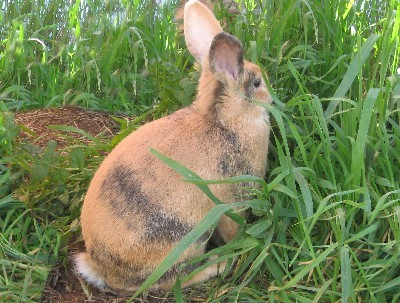
Một con thỏ Thụy Điển lông nâu

Chúng là vật nuôi nhạy cảm với các yếu tố ngoại cảnh (chốn trạy, sợ tiếng động), khả năng thích ứng với môi trường kém. Nếu được chăm sóc tốt, chúng sẽ trở nên thân thiện và vui vẻ. Sống trong nhà chúng sẽ được an toàn hơn. Cần tránh tiếp xúc với các loài động vật khác, đặc biệt là chuột. Nếu ban ngày chúng ăn không hết thức ăn thì cần vét sạch máng, nếu thừa chuột sẽ lên ăn và cắn chết thỏ, nhất là thỏ con mới đẻ. Thỏ là loài gia súc yếu, sức đề kháng cơ thể kém, dễ cảm nhiễm các mầm bệnh và phát triển thành dịch, khi mắc bệnh chúng rất dễ chết.
Dạ dày chúng co giãn tốt nhưng co bóp yếu. Nhiều con bị chứng sâu răng hành hạ và có vấn đề về tiêu hóa. Chúng cũng bị mắc một số bệnh như bại huyết, ghẻ, cầu trùng, viêm ruột, do ăn thức ăn sạch sẽ, không bị nấm mốc. Nếu thấy chúng có hiện tượng phân hôi, nhão sau đó lỏng dần thấm dính đét lông quanh hậu môn, kém ăn, lờ đờ uống nước nhiều đó là bệnh tiêu chảy. Chúng hiếu động và ham chạy nhảy, sinh trưởng tốt, nuôi chúng không cần nhiều diện tích.

## Chăm sóc
Cho ăn cà rốt có thể khiến chúng bị sâu răng, cũng như gây nên những vấn đề về sức khỏe khác. Cà rốt và táo chứa nhiều đường thực vật, chỉ nên cho thỏ ăn những loại này ít. Chúng thích cam thảo nhưng nó lại không tốt bởi thỏ không thể tiêu hóa đường. Chúng thông thường không ăn rau củ có rễ, ngũ cốc hoặc trái cây, đặc biệt là rau diếp. Nên cho thỏ ăn cỏ, cải lá xanh đậm như bắp cải, cải xoăn, bông cải xanh (phải rửa sạch).
Luôn có thức ăn xanh trong khi chăm sóc, lượng thức ăn xanh cho chúng luôn chiếm 90% tổng số thức ăn trong ngày. Có thể cho chúng ăn thêm thức ăn tinh bột, không được lạm dụng vì chúng sẽ dễ bị mắc bệnh về đường tiêu hóa dẫn đến chết. Nhiều người cho rằng thỏ không cần uống nước là sai. Thỏ chết không phải do uống nước hay ăn cỏ ướt mà vì uống phải nước bẩn và ăn rau bị nhiễm độc.
Thỏ sơ sinh sau 15 giờ mới biết bú mẹ. Trong 18 ngày đầu thỏ hoàn toàn sống nhờ sữa mẹ. Nếu được bú đầy đủ thì da phẳng và 5-8 ngày đầu mới thấy bầu sữa thỏ mẹ căng phình ra, thỏ con nằm yên tĩnh trong tổ ấm, chỉ thấy lớp lông phủ trên đàn con động đậy đều. Nếu thỏ con đói sữa thì da nhăn nheo, bụng lép và đàn con động đậy liên tục. Nguyên nhân chủ yếu thỏ con chết là do đói sữa, dẫn đến suy dinh dưỡng, chết dần từ khi mở mắt.